# Drosophila subsilvestris
Drosophila subsilvestris este o specie de muște din genul Drosophila, familia Drosophilidae, descrisă de Hardy și Kaneshiro în anul 1968. Conform Catalogue of Life specia Drosophila subsilvestris nu are subspecii cunoscute.